# El ojo de Cibeles

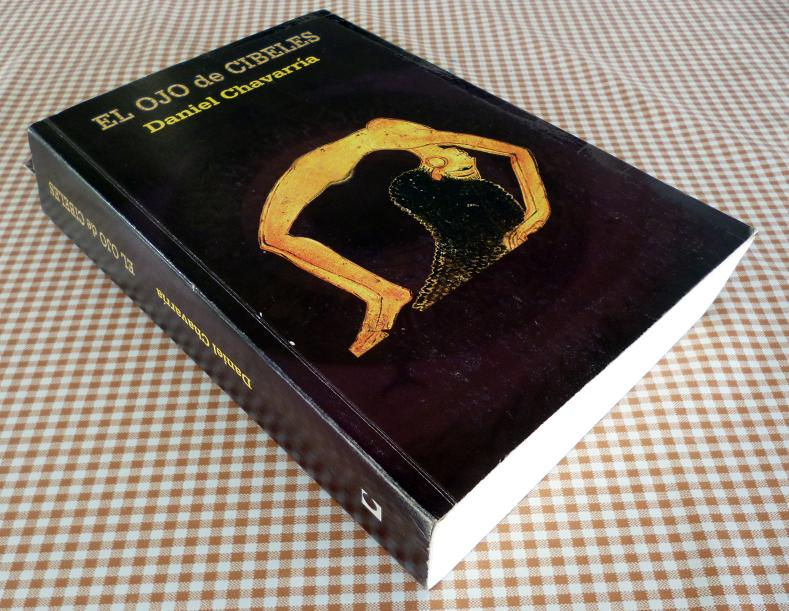
Portada de la edición cubana

El ojo de Cibeles o El ojo Dindymenio es una novela histórica del escritor uruguayo-cubano Daniel Chavarría, ambientada en la Atenas de Pericles, hace 2500 años.

## Argumento

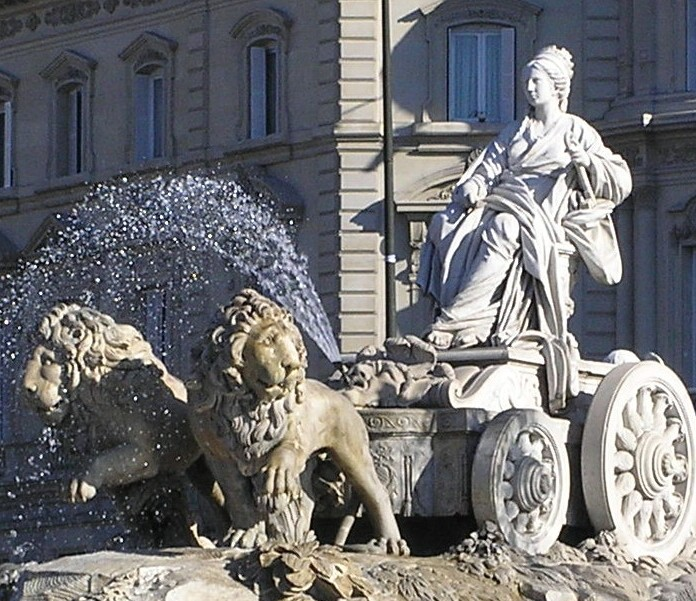
Fuente de Cibeles (Madrid, España)

Gira sobre la búsqueda de una amatista robada del templo de Atenea Pártenos por parte de los fieles de una secta recién fundada, no para devolverla, sino con el fin de ofrendarla a Cibeles en uno de sus templos ubicado en el Monte Dídimo, de ahí que el primer título bajo el cual apareció publicada la novela fuera El ojo Dyndimenio. Durante las peripecias por hallar la joya se suceden un sinnúmero de eventos que revelan las entrañas de una sociedad y su maquinaria. La trama nos conducirá del esplendor de Atenas a su decadencia y a presenciar lo que pudiera ser la creación de las bases del monoteísmo.

## Lenguaje y estilo

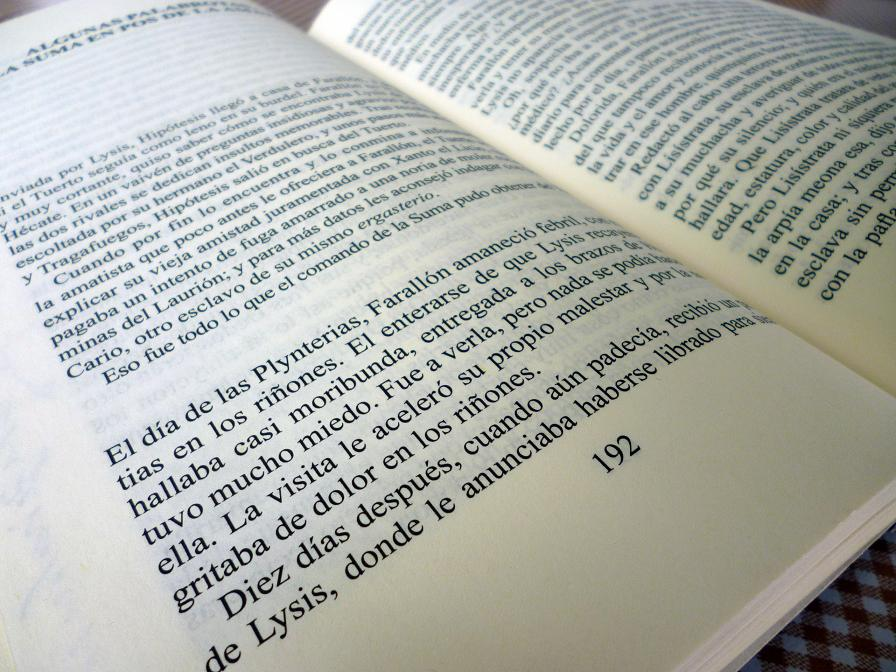

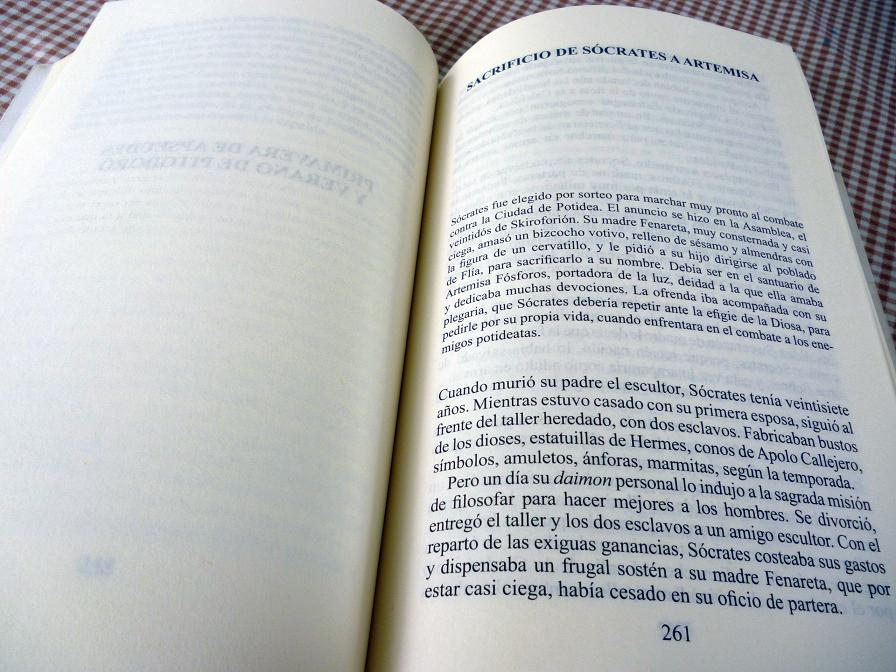
Textos de la edición cubana

El propio Chavarría refiere:

"He escrito la novela como un contemporáneo de los hechos…, sin renunciar al humor, a la procacidad erótica, a las palabrotas, al suspense policíaco y a las variadas peripecias de la trama."
Proemio, Editorial Letras Cubanas, La Habana, Cuba, 2012, ISBN 978-959-10-1872-4

Después acota:

“mi intención fue bajar a los griegos  de los pedestales donde los situara la erudición decimonónica europea; a la vez, mostrar al desnudo su indiscutible genio, junto con sus ridiculeces, crueldades, y en especial, resaltar las contradicciones de la democracia ateniense”
Nota del autor, Editorial Letras Cubanas, La Habana, Cuba, 2012, ISBN 978-959-10-1872-4

## Importancia
Daniel Chavarría, además de hablar con fluidez cinco idiomas se desempeñó varios años como profesor de latín, griego y literatura clásica en la Universidad de La Habana, de ahí su interés por la antigüedad clásica que ha tratado en varias novelas. Refiere el propio autor:

"... en materia científica, Europa nos ha hecho la mayor contribución (...) Y fueron los griegos quienes por primera vez dieron una paso hacia el rigor expositivo que caracteriza a la ciencia, cuando precisaron que una recta es la menor distancia entres dos puntos (...) Y yo he querido que mi novela El ojo de Cibeles fuera una amena lectura, para que mis contemporáneos de Latinoamérica no consideren a la luminosa Grecia  del siglo V como un hecho del pasado, sino como su más antiguo ancestro cultural; porque en este Occidente hemisférico donde vivimos, somos tan herederos  de esos inicios como la propia Grecia actual y toda Europa."
Proemio, Editorial Letras Cubanas, La Habana, Cuba, 2012, ISBN 978-959-10-1872-4

## Personajes históricos
En la obra confluyen personajes de ficción y personajes históricos, de estos últimos destacan, por su peso en la trama:
- Sócrates: filósofo griego, considerado el fundador de la filosofía moral o axiología.
- Pericles: importante e influyente político y orador ateniense en los momentos de la edad de oro de la ciudad.
- Alcibíades: político y general ateniense, sus actos oportunistas y su influencia negativa contribuyeron a la derrota de Atenas en la guerra del Peloponeso (431-404 a. C.).
- Aspasia de Mileto: maestra de retórica y logógrafa, tuvo gran influencia en la vida cultural y política en la Atenas del Siglo de Pericles, esposa de éste.
- Nicias: general y estadista de la Antigua Atenas que vivió durante la época de la guerra del Peloponeso.

## Premios recibidos
- Premio Razón de Ser Cuba 1987.
- Premio Planeta-Joaquín Mortiz, México, 1993.
- Premio de Educación y Cultura, Montevideo, 1994.
- Premio Ennio Flaiano, Pescara, 1998, a la mejor novela publicada en Italia en 1997 por un autor no europeo.
- Premio de la Crítica, La Habana, otorgado anualmente por el Ministerio de Cultura.[1]